# Gro Holm
Gro Holm, född 5 oktober 1878 i Odda, död där 25 augusti 1949, var en norsk författare.
Gro Holm gjorde sig uppskattad genom en rad i klart och enkelt språk berättade, sakkunniga, rättframt realistiska skildringar med motiv ur norskt folkliv, i vilka hon främst dröjde vid landsbygdskvinnornas av slit och släp överfulla liv. Hon debuterade 1932 med Sut, vars handling utspelas i Hardanger, och utgav därefter Odels-jord (1933), Kår (1934), De hvide kull (1936), Takk så var det ikke mer (1937), Hjelpelaus (1946) och Monsens hotell (1948).